# Nemapogon orientalis
Nemapogon orientalis is een vlinder uit de familie echte motten (Tineidae). De wetenschappelijke naam is voor het eerst geldig gepubliceerd in 1961 door Petersen.
De soort komt voor in Europa.